# هورست يانكوفسكي
هورست يانكوفسكي (بالألمانية: Horst Jankowski)‏ (30 يناير 1936 في برلين - 29 يونيو 1998 في رادولف تسيل) كان ملحناً وعازف بيانو ألماني وقائد أوركسترا ، كان هورست من عام 1954 إلى غاية 1955 عازفا للبيانو في فرقة المغنية الفرنسية - الإيطالية كاترينا فالانتي ،وابتداء من عام 1955 إلى غاية 1960 عازفا أيضا مع أوركسترا الجنوب للرقص التي كانت تابعة لقائد الأوركسترا الألماني إيرفن لين ، في عام 1965 لحن هورس مقطوعته الشهيرة جولة في الغابة السوداء ، ومنذ عام 1975 حتى عام 1994 عمل كقائد رئيسي لأوركسترا الرقص رياس البرلينية ولحن أيضا مقطع موسيقي لفيلم مثل فيلم أوه جوناثان أوه جوناثان عام 1973 .